# Smicrophylax creektona
Smicrophylax creektona là một loài Trichoptera trong họ Hydropsychidae. Chúng phân bố ở miền Australasia.